# クロツヤナガハリバエ
クロツヤナガハリバエ（Zophomyia temula） とは、アシナガヤドリバエ科の昆虫である。　　　　　　　　　　　　　　　　　　　　　　　　　　　　　　　　　　　　　　　　　　　　　　　　　　　　　　　　　　　　　　　　　　　　　　　　 